# Bacon Peak
Der Bacon Peak ist ein Berg in der Kaskadenkette im US-Bundesstaat Washington. Seine Gletscher bedecken insgesamt 3,2 Quadratkilometer; die drei Hauptgletscher sind der Diobsud Creek Glacier (nach Südosten mit 2,5 Kilometern Breite), der Green Lake Glacier (nach Nordosten mit 2,1 Kilometern Breite) und der Noisy Creek Glacier (nach Nordwesten mit 1,4 Kilometern Länge).

## Nahegelegene Gipfel
- Electric Butte
- Mount Watson
- Logger Butte
- Canadian Bacon
- Mount Despair